# Congress Theater

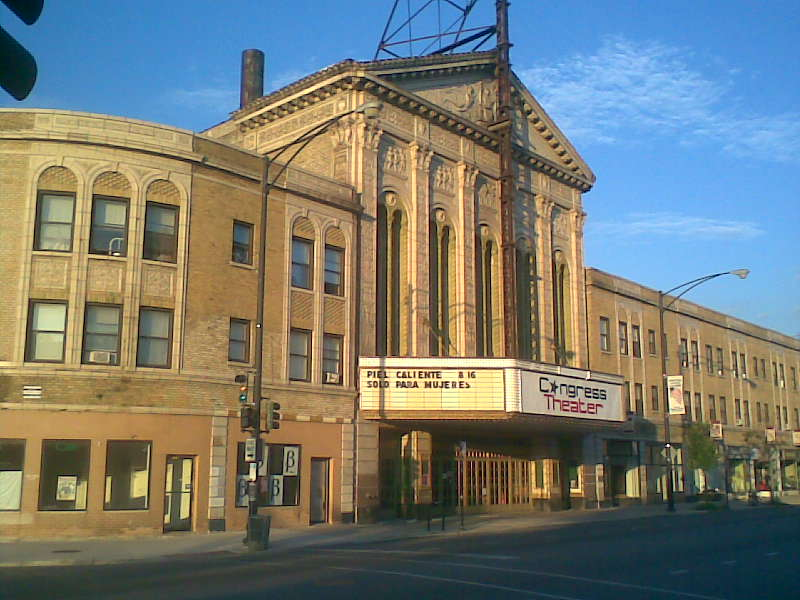
Congress Theater

O Congress Theater fica em Chicago e foi construída pela Fridstein and Company em 1926 para a companhia de teatro Bubliner and Trinz, e depois sobreviveu como um cinema. Anos depois passou a apresentar peças e concertos de bandas, de inicio tendo uma capacidade de 2.900 pessoas mas depois ela chegou a suportar mais de 4 mil pagantes. Em 2013 chegou a ser fechado devido a problemas com licenças. Em agosto de 2008, o anfiteatro foi local da gravação do CD/DVD ao vivo da banda Paramore intitulado The Final Riot!, sendo liberado em novembro de 2008. Oprah Winfrey já filmou a introdução do seu programa no teatro.
Em julho de 2002 foi posto pela liderança política de Chicago na lista de Landmarks da cidade.
Em 2014, o dono Eddie Carranza afirmou que gastaria US$ 55 milhões de dólares na reforma do Congress Theater, esperando terminar as obras em 2017. Carranza diz que a reforma revitalizaria não só o prédio mas também o turismo na região.